# Maknuna (Sängersklavin)
Makhnuna (arabisch مكنونة, DMG Maknūna, geboren im 8. Jahrhundert, gestorben im 8./9. Jahrhundert) war eine Sängersklavin und Konkubine des dritten Abbasiden-Kalifen Al-Mahdi (reg. 775–785).

## Leben
Maknuna war die Sklavin eines Mannes namens al-Marwaniya und stammte aus Medina. Sie wird als schöne, schlanke, vollbusige Sängersklavin beschrieben, die ihre körperliche Reize gekonnt in Szene setzte. So erregte sie auch das Interesse des Abbasiden-Prinzen und späteren Kalifen al-Mahdi (um 744–785, reg. 775–785), der sie für einhunderttausend Dirham ihrem Besitzer abkaufte, aufgrund des Preises die Transaktion jedoch vor seinem Vater al-Mansur geheim hielt.
Im Jahr 776 gebar Maknuna ihrem Besitzer die gemeinsame Tochter Ulaiya bint al-Mahdi (776–826), die das musikalische Talent ihrer Eltern erbte.
Maknuna fand soviel Gefallen bei al-Mahdi, dass al-Chairuzan, sie als größte Gefahr für ihre Stellung bezeichnete. Al-Chairuzan war bis 775 selbst eine Sklavenkonkubine al-Mahdis, bis dieser sie freiließ und heiratete.

## Rezeption
In der klassisch-arabischen Literatur wird Maknuna unter anderem im Kitab al-Aghani von al-Isfahani (897–967) erwähnt.